# Преображенский, Владимир Сергеевич
Владимир Сергеевич Преображе́нский (23 июня 1918, Сапогово, Курский район — 9 октября 1998) — советский учёный, физикогеограф, академик РАЕН.

## Биография
В. С. Преображенский родился в 1918 года в селе Сапогово Курской губернии в семье врача-психиатра, выпускника Юрьевского (Тартуского) университета.
В 1941 году с отличием закончил геофак МГУ. Во время Великой Отечественной войны служил в действующей армии (два года на Четвёртом Украинском фронте) офицером-рекогносцировщиком. Был награждён орденами и медалями. Военную службу закончил в 1946 году в должности офицера-оператора Генштаба Вооруженных сил СССР.
С 1947 года до конца жизни Владимир Сергеевич работал в Институте географии Академии наук СССР, пройдя все ступени должностной лестницы, начиная со старшего лаборанта. Здесь же заканчивает аспирантуру (руководитель Рихтер Г. Д.).В 1953 году защитил кандидатскую диссертацию.
В 1965 году защитил докторскую диссертацию, в 1970 году утвержден в звании профессора. С 1965 по 1986 год руководил отделом физической географии, в 1986—1987 годах отделом методологии исследования геосистем. С 1976 по 1987 год выполнял обязанности заместителя директора института по научной работе.
Похоронен на Донском кладбище.

## Исследования
Исследовательская деятельность В. С. Преображенского началась с изучения природы Донецкого кряжа (1948—1953), которой посвящена его кандидатская диссертация. С 1952 по 1963 год он выполнял ландшафтные исследования в Забайкалье. В рамках этих работ в период Международного геофизического года (1957—1959) В. С. Преображенским был открыт и изучен Кодарский ледниковый район. Активно участвовал в изучении районов будущего строительства Северо-Крымского и Южно-Украинского каналов на Украине и Волго-Донского канала.
Многолетний опыт исследований в природе — от Подмосковья и Донбасса до Камчатки и от Кавказа и Альп до Гоби — предопределил основные линии научной деятельности В. С. Преображенского: выявление закономерностей пространственно-временной организации географической оболочки Земли, изучение взаимодействия общества и природы, разработка методик и методологии географии. В. С. Преображенский был многолетним участников франко-советского международного полевого симпозиума Альпы — Кавказ. В ходе поездок во Францию он смог изучить особенности работы французских национальных парков и затем старался использовать французские разработки при создании советских охраняемых природных территорий.
При изучении географической оболочки В. С. Преображенским установлено её континуально-дискретное строение, выявлен феномен динамической смены социокультурных функций географических объектов, охарактеризован особый тип котловинной поясности ландшафтов.
В области взаимодействия природы и общества особый интерес у В. С. Преображенского вызывали вопросы оценки природных условий для разных видов использования, инженерного воздействия на природу, проектирования, здоровья и отдыха человека. В конце 1960-х годов Владимир Сергеевич начинает изучать рекреационные системы, а затем разрабатывает теоретические основы рекреационной географии. В книгах и статьях В. С. Преображенского выявляется роль потребностей, интересов, мотивов пространственного поведения, роль деятельности человека как связки, без которой не могут возникать функциональные и пространственные связи общества с окружающей средой. В 1966 году В. С. Преображенский вместе с академиком И. П. Герасимовым выступил в инициативой создания национальных парков, которые в отличие от природных заповедников следовало рассматривать как территории открытые для туристов и оборудованные для активного отдыха.
В. С. Преображенский внес крупный вклад в развитие теории интеграционных отраслей географии — землеведения, ландшафтоведения и экологии человека, в выявление ранее не известных закономерностей пространственной организации природы и социальной жизни. Он разработал представление о соотношении самоорганизации и управления в природно-технических системах, о смене функций территории, о территориальных социальных системах, что способствовало укреплению взаимодействия природной и социально-экономической ветвей географии.
Важную роль в творчестве В. С. Преображенского играло упорядочение системы основных понятий географии. Эта работа нашла своё отражение в терминологических стандартах по охране природы, в создании международным коллективом ученых словаря «Охрана ландшафта», в энциклопедических статьях.
По инициативе В. С. Преображенского и при его активном участии проводились многие теоретические и методические семинары, научные школы, симпозиумы, оказавшие влияние на развитие и координацию исследований по новым научным направлениям.
В. С. Преображенский сделал огромный вклад в подготовке новых кадров географов, в совершенствовании преподавания географии в школе. Он читал лекции на географических факультетах университетов и педагогических институтов Москвы, Владивостока, Казани, Киева, Львова, Симферополя, Черновцов, Тирасполя, Вильнюса, Каунаса, Тарту, Франкфурта, Саарбрюккена, Мюнхена, Байройта. Некоторые курсы лекций изданы как книги.

## Память
Карстовая пещера Преображенского (459-3) в центральной части верхнего плато Чатыр-Дага (высота 1400 м). Заложена в верхнеюрских известняках. Протяженность 88 м, глубина 30 м, площадь 60 м². Названа в честь Владимира Сергеевича Преображенского, исследователя многих регионов СНГ и Крыма, почетного профессора ТНУ. Название присвоено в 2002 году Топонимической комиссией Крымского регионального центра Украинской спелеологической ассоциации в связи с 60-летием выхода его первой научной работы.

## Публикации
Автор более пятисот научных публикаций. Среди них книги:
- Очерки природы Донецкого края. М.: Изд-во АН СССР,1959.
- Кодарский ледниковый район. М.: Изд-во АН СССР, 1960.
- Типы местности и природное районирование Бурятской АССР. М.: Изд-во АН СССР, 1959.
- Типы местности и природное районирование Читинской обл. М.: Изд-во АН СССР, 1961.
- Предбайкалье и Забайкалье. М.: Наука, 1965.
- Ландшафтные исследования. М.: Наука, 1966.
- Теоретические основы рекреационной географии. М.: Наука, 1975
- Теория рекреалогии и рекреационной географии. М., 1992.
- Преображенский В. С. Я — географ: Из творческого наследия. — М.: Геос, 2001. — 292 с.